# Karl Friedrich von Trümbach
Karl Friedrich von Trümbach (* 18. Mai 1834 in Wilhelmshof (Landkreis Nienburg/Weser); † 20. Oktober 1905 in Bad Sooden-Allendorf) war ein deutscher Gutsbesitzer und Abgeordneter des Provinziallandtages der preußischen Provinz Hessen-Nassau.

## Leben
Karl Friedrich von Trümbach entstammte einem Rittergeschlecht, das im Dorf Wehrda in der Buchonia  seinen Sitz hatte. Hier bewirtschaftete er sein Rittergut und hatte in der Hessen-kasselschen Armee den Rang eines Majors. 1890 erhielt er einen Sitz im Kurhessischen Kommunallandtag des Regierungsbezirks Kassel, aus dessen Mitte er ein Mandat für den Provinziallandtag der Provinz Hessen-Nassau erhielt. Er war bis 1896 in den Parlamenten vertreten.